# Campionato statunitense di scacchi

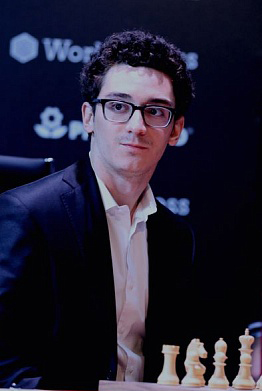
Fabiano Caruana, vincitore nel 2016, 2022, 2023 e 2024.

Il Campionato statunitense di scacchi (U.S. Chess Championship) è un torneo che si gioca negli Stati Uniti per determinare il campione nazionale di scacchi.

## Storia

### Campionato assoluto
Nel periodo 1845–1889 non vi furono campionati ufficiali, ma sono riconosciuti campioni "per acclamazione" i giocatori ritenuti più forti in determinati periodi.
Dal 1889 al 1935 il campionato è stato deciso da match diretti tra il detentore e uno sfidante.
Dal 1936 la United States Chess Federation (USCF) ha organizzato tornei ad inviti con cadenza regolare. Fino al 1999 i campionati adottarono la formula del doppio girone all'italiana (round robin). Tutti i campionati successivi, ad eccezione di quelli del 1990 e 1991 in cui è stato adottato il sistema dell'eliminazione diretta (Knock-out), sono stati giocati con il girone all'italiana. L'edizione 2020 è stata giocata online a cadenza 25+5 a causa delle limitazioni imposte dalla Pandemia di COVID-19.

### Campionato femminile
Dal 1937 si gioca anche il Campionato femminile, vinto 9 volte da Gisela Gresser e 8 da Irina Krush.

## Campioni per acclamazione (1845–1889)
| Periodo     | Campione         | Note                                            |
| ----------- | ---------------- | ----------------------------------------------- |
| 1845 – 1857 | Charles Stanley  | Sconfisse Eugène Rousseau in un match nel 1845  |
| 1857 – 1871 | Paul Morphy      | Vinse il primo American Chess Congress nel 1857 |
| 1871 – 1889 | George Mackenzie | Vinse il 2º, 3º e 5º American Chess Congress    |

## Campioni del periodo 1889–1935
Samuel Lipschütz è considerato il primo campione di questo periodo, per essere stato il giocatore americano meglio classificato nel 6th American Chess Congress del 1889. I successivi campioni sono stati decisi tramite match diretti.
- 1889 – 1890   Samuel Lipschütz
- 1890 – 1890   Jackson Showalter
- 1890 – 1892   Max Judd
- 1892 – 1892   Jackson Showalter
- 1892 – 1893   Samuel Lipschütz
- 1893 – 1894   Jackson Showalter
- 1894 – 1895   Albert Hodges
- 1895 – 1896   Jackson Showalter
- 1897 – 1906   Harry Nelson Pillsbury
- 1906 – 1909   Jackson Showalter
- 1909 – 1935   Frank Marshall

## Campionati regolari dal 1936
- Nota: i campionati non numerati (1941, 1952 e 1957) si sono svolti con un match tra il detentore del titolo e uno sfidante.

| #  | Anno | Vincitore                                               |
| -- | ---- | ------------------------------------------------------- |
| 1  | 1936 | Samuel Reshevsky                                        |
| 2  | 1938 | Samuel Reshevsky                                        |
| 3  | 1940 | Samuel Reshevsky                                        |
| -  | 1941 | Samuel Reshevsky[2]                                     |
| 4  | 1942 | Samuel Reshevsky                                        |
| 5  | 1944 | Arnold Denker                                           |
| 6  | 1946 | Samuel Reshevsky                                        |
| 7  | 1948 | Herman Steiner                                          |
| 8  | 1951 | Larry Evans                                             |
| -  | 1952 | Larry Evans[3]                                          |
| 9  | 1954 | Arthur Bisguier                                         |
| -  | 1957 | Samuel Reshevsky[4]                                     |
| 10 | 1958 | Bobby Fischer                                           |
| 11 | 1959 | Bobby Fischer                                           |
| 12 | 1960 | Bobby Fischer                                           |
| 13 | 1961 | Bobby Fischer                                           |
| 14 | 1962 | Larry Evans                                             |
| 15 | 1963 | Bobby Fischer                                           |
| 16 | 1964 | Bobby Fischer[5]                                        |
| 17 | 1966 | Bobby Fischer                                           |
| 18 | 1967 | Bobby Fischer[6]                                        |
| 19 | 1968 | Larry Evans                                             |
| 20 | 1969 | Samuel Reshevsky                                        |
| 21 | 1972 | Robert Byrne[7]                                         |
| 22 | 1973 | Lubomir Kavalek John Grefe                              |
| 23 | 1974 | Walter Browne                                           |
| 24 | 1975 | Walter Browne                                           |
| 25 | 1977 | Walter Browne                                           |
| 26 | 1978 | Lubomir Kavalek                                         |
| 27 | 1980 | Walter Browne Larry Christiansen Larry Evans            |
| 28 | 1981 | Walter Browne Yasser Seirawan                           |
| 29 | 1983 | Walter Browne Larry Christiansen Roman Dzindzichashvili |
| 30 | 1984 | Lev Al'burt                                             |
| 31 | 1985 | Lev Al'burt                                             |
| 32 | 1986 | Yasser Seirawan                                         |
| 33 | 1987 | Joel Benjamin Nick de Firmian                           |
| 34 | 1988 | Michael Wilder                                          |
| 35 | 1989 | Roman Dzindzichashvili Stuart Rachels Yasser Seirawan   |
| 36 | 1990 | Lev Al'burt[8]                                          |
| 37 | 1991 | Gata Kamsky[8]                                          |
| 38 | 1992 | Patrick Wolff                                           |
| 39 | 1993 | Alexander Shabalov Aleksej Ermolinskij                  |
| 40 | 1994 | Boris Gul'ko                                            |
| 41 | 1995 | Nick de Firmian Patrick Wolff Alexander Ivanov          |
| 42 | 1996 | Aleksej Ermolinskij                                     |
| 43 | 1997 | Joel Benjamin                                           |
| 44 | 1998 | Nick de Firmian                                         |
| 45 | 1999 | Boris Gul'ko                                            |
| 46 | 2000 | Joel Benjamin Alexander Shabalov Yasser Seirawan        |
| 47 | 2002 | Larry Christiansen                                      |
| 48 | 2003 | Alexander Shabalov                                      |
| 49 | 2005 | Hikaru Nakamura[9]                                      |
| 50 | 2006 | Aleksandr Oniščuk                                       |
| 51 | 2007 | Alexander Shabalov                                      |
| 52 | 2008 | Jurij Šul'man                                           |
| 53 | 2009 | Hikaru Nakamura                                         |
| 54 | 2010 | Gata Kamskij                                            |
| 55 | 2011 | Gata Kamskij                                            |
| 56 | 2012 | Hikaru Nakamura                                         |
| 57 | 2013 | Gata Kamskij                                            |
| 58 | 2014 | Gata Kamskij                                            |
| 59 | 2015 | Hikaru Nakamura                                         |
| 60 | 2016 | Fabiano Caruana                                         |
| 61 | 2017 | Wesley So                                               |
| 62 | 2018 | Samuel Shankland                                        |
| 63 | 2019 | Hikaru Nakamura[10]                                     |
| 64 | 2020 | Wesley So[11]                                           |
| 65 | 2021 | Wesley So[12]                                           |
| 66 | 2022 | Fabiano Caruana                                         |
| 67 | 2023 | Fabiano Caruana                                         |
| 68 | 2024 | Fabiano Caruana                                         |

## Campioni di scacchi per corrispondenza degli Stati Uniti
1. Anthony Cayford (1974-1976)
2. Eugene Martinovsky (1976-1978)
3. Victor Contoski (1978-1980)
4. Curtis Carlson (1980-1982)
5. Paul Fielding - Kiven Plesset (1983-1985)
6. Robert Reynolds (1985-1987)
7. David Taylor (1987-1990)
8. Marc Lonof - Eugene Martinovsky (1990-1993)
9. Stephen Jones (1991-1993)
10. Jon Edwards (1993-1997)
11. Stephen Jones - Timothy Murray - Robin Smith (1995-1998)
12. Craig Jones - Konstantin Dolgitser (1997-2000)
13. Robin Smith (1999-2002)
14. Randy Schmidt (2002-2005)[13]
15. Edward Duliba (2003-2006)[14]
16. Lawrence Coplin - Thomas Biedermann (2007-2010)[15]
17. Edward Duliba (2008-2010)[16]
18. John Ballow (2009-2011)[17]
19. Woll Morrow (2012-2014)[18]
20. Grayling Hill (2014-2015)[19]
21. Oliver Koo (2018-2021)[20]
22. Kenneth Reinhardt (2020-2022)[21]
23. Robert Cousins - Thomas Biedermann (2022-2023)[22]